# Alix Madigan-Yorkin
Alix Madigan-Yorkin é uma produtora cinematográfica e roteirista norte-americana. Como reconhecimento, foi nomeada ao Oscar 2011 na categoria de Melhor Filme por Winter's Bone.